# Perigonia manni
Perigonia manni là một loài bướm đêm thuộc họ Sphingidae. Loài này có ở Haiti.
Chiều dài cánh trước là 24 mm. Nó giống với Perigonia lefebvraei, nhưng phía trên thường xám.